# Diphyus rubellus
Diphyus rubellus là một loài tò vò trong họ Ichneumonidae.